# Giorgia Cardaci
Giorgia Cardaci, née le 27 octobre 1977 à Turin dans la région du Piémont en Italie, est une actrice italienne.

## Biographie
Giorgia Cardaci naît à Turin en 1977. Elle sort diplômée de l’école du théâtre de Turin (it) et commence sa carrière d’actrice. 
Elle débute au cinéma en 1999 par des rôles de figuration dans les films Ferdinando e Carolina de Lina Wertmüller et Mozart è un assassino de Sergio Martino. En 2003, elle joue un rôle récurrent dans la série télévisée Camera Café, l’adaptation italienne de la série française homonyme. En 2005, elle obtient l’un des rôles principaux du second film de Louis Nero, Pianosequenza.
Entre 2006 et 2008, elle tient l’un des principaux rôles de la série comique Raccontami diffusée sur la chaîne de télévision Rai 1. En 2011, elle est présente dans la première saison de la série Fuoriclasse.

## Filmographie

### Au cinéma
- 1999 : Ferdinando e Carolina de Lina Wertmüller
- 1999 : Mozart è un assassino de Sergio Martino
- 2000 : Controvento de Peter Del Monte
- 2000 : Tandem de Lucio Pellegrini
- 2002 : Come se fosse amore de Roberto Burchielli
- 2002 : Il trasformista de Luca Barbareschi
- 2005 : Pianosequenza de Louis Nero
- 2009 : Ex de Fausto Brizzi
- 2009 : La fisica dell'acqua de Felice Farina
- 2010 : Io, loro e Lara de Carlo Verdone
- 2013 : Stai lontana da me d'Alessio Maria Federici
- 2015 : Le leggi del desiderio de Silvio Muccino

### À la télévision

#### Séries télévisées
- 2003 - 2004 : Camera Café
- 2006 - 2008 : Raccontami
- 2007 : Corleone (Il capo dei capi)
- 2009 : Il commissario Manara : épisode Lettere di Leopardi
- 2009 : I liceali 2
- 2009 : Intelligence - Servizi & segreti : épisode Il mistero del virus
- 2010 : Crimini 2: épisode Nero Cane
- 2011 : Fuoriclasse

#### Téléfilm
- 2011 : S.O.S. Befana de Francesco Vicario